# Lwy z Tsavo

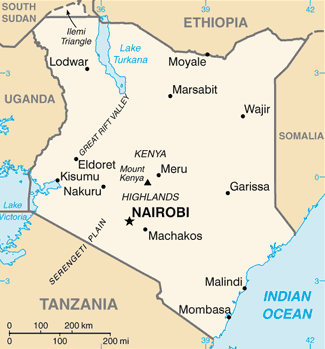
Rzeka Tsavo płynie w pobliżu granicy Kenii z Tanzanią

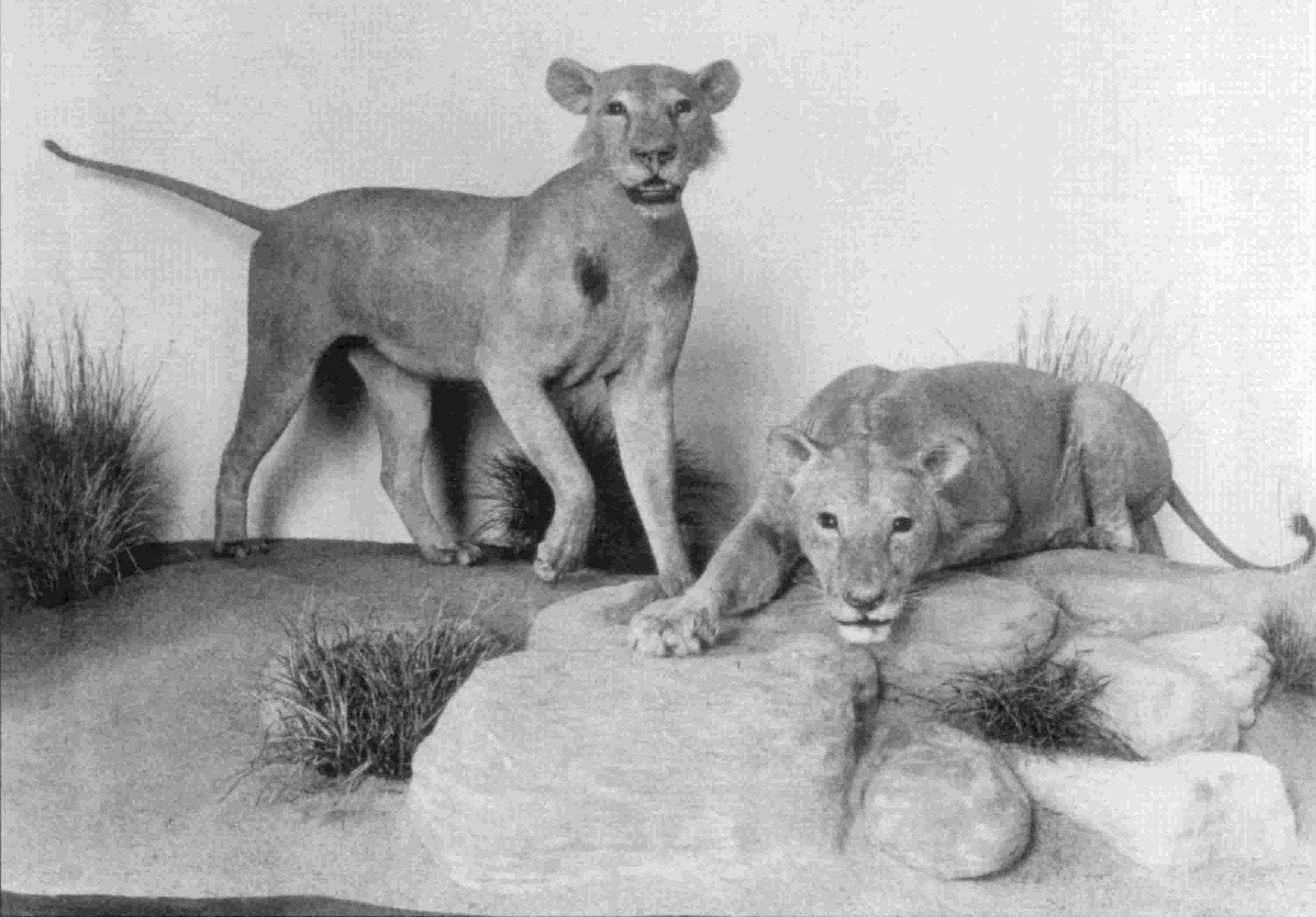
Lwy z Tsavo w Chicago Field Museum

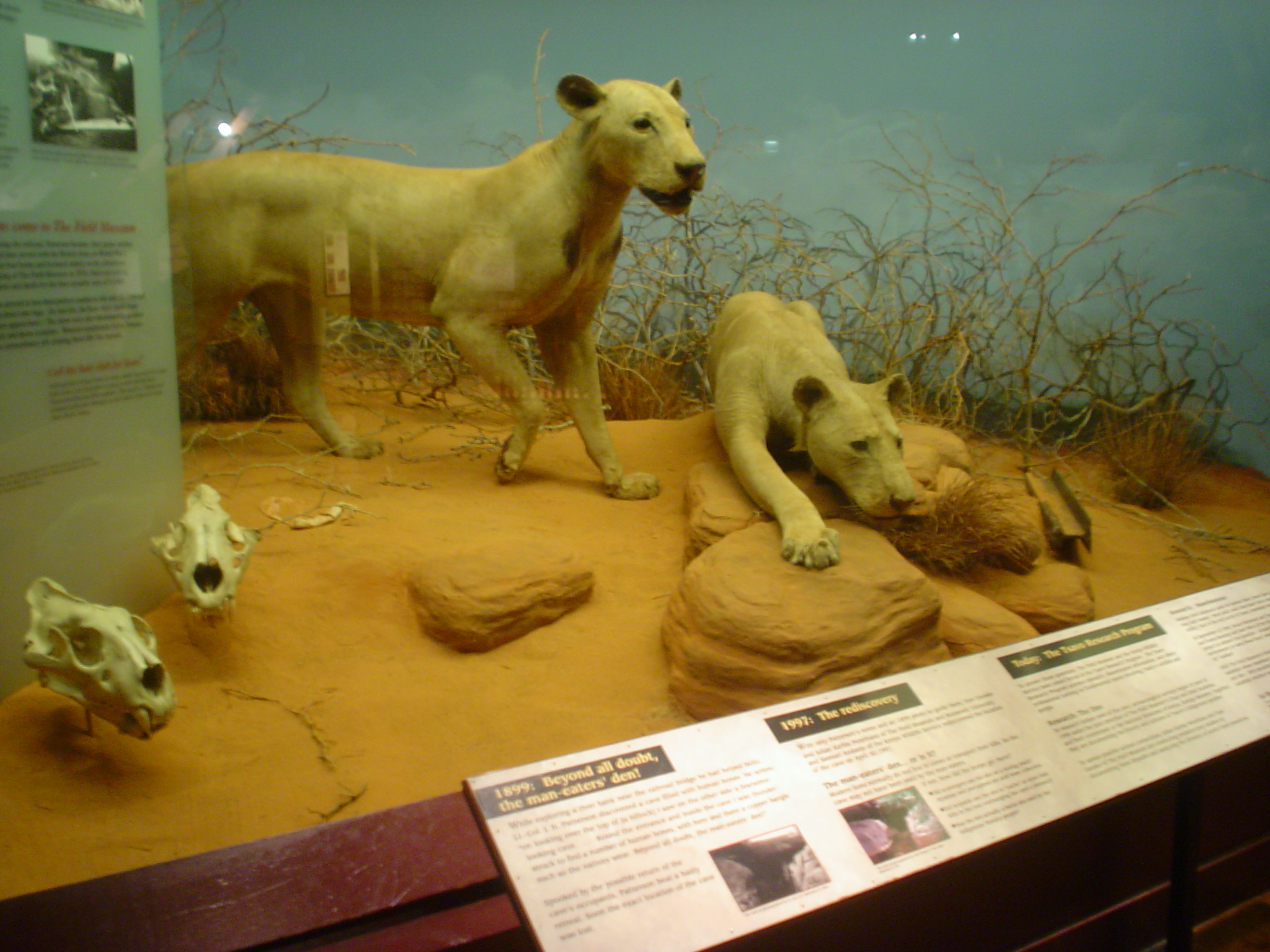
Lwy z Tsavo w Chicago Field Museum

Lwy z Tsavo – populacja lwów (Panthera leo) zasiedlająca tereny nad rzeką Tsavo w Kenii, od 1948 Park Narodowy Tsavo. Do niedawna lwy z Tsavo kojarzone były z dwoma ludojadami, które w 1898 roku zyskały złą sławę zabijając wielu robotników kolejowych. Obecnie lwy z Tsavo wzbudzają zainteresowanie ludzi z powodu narastającego konfliktu pomiędzy lwami a hodowcami zwierząt oraz stwierdzonych u lwów z tzw. populacji Tsavo odmiennych od innych lwów cech morfologicznych i behawioralnych.

## Historia
W marcu 1898 roku, Brytyjska Kompania Wschodnioafrykańska pod kierownictwem inżyniera podpułkownika Johna Henry'ego Pattersona rozpoczęła budowę mostu kolejowego na rzece Tsavo. Podczas prac, wielu pracowników kompanii zostało zabitych i pożartych przez dwa bezgrzywe samce lwów.
Pracownicy, próbując powstrzymać ataki zwierząt, budowali ogrodzenia ze stosów kolczastych roślin wokół obozu, jednak lwy nauczyły się tę przeszkodę pokonywać i systematycznie napadały na ludzi. Wiele ze swoich ofiar wyciągnęły z namiotów poza ogrodzenie i tam pożarły. Patterson porozstawiał pułapki i wiele razy usiłował zastrzelić lwy z drzewa. Pierwszego zastrzelił 9 grudnia 1898, a drugiego 3 tygodnie później. W ciągu dziewięciu miesięcy zginęło co najmniej 28 osób.
Po 26 latach skóry lwów, będące do tego czasu używane przez Pattersona jako dywany, zostały sprzedane wraz z czaszkami za 5000 dolarów Muzeum Historii Naturalnej w Chicago, gdzie zostały wypchane i wystawione na pokaz. Obecnie są jedną z największych atrakcji muzeum. Opis wydarzeń według relacji Pattersona został opublikowany w książce Ludojady z Tsavo (The Man-Eaters of Tsavo), a później adaptowany do filmów Bwana Devil i The Ghost and the Darkness (Duch i Mrok).

## Współczesne lwy z Tsavo
Przez wiele lat wiedza na temat zachowania lwów opierała się na obserwacjach prowadzonych w ogrodach zoologicznych i Parku Narodowym Serengeti w Tanzanii. Wydarzenia z Tsavo zwróciły uwagę badaczy na dwa elementy: nietypowa specjalizacja pokarmowa (ludzkie mięso) i brak grzywy u samców-ludojadów (obydwa zastrzelone lwy były dojrzałymi 8–10 letnimi samcami).

### Brak grzywy
Kierujący pracami Tsavo Research Project Bruce Patterson z Muzeum Historii Naturalnej w Chicago wykazał, że brak grzywy jest powszechnie spotykaną cechą samców występujących w tym – słabo dotąd poznanym – regionie Kenii. Większość z nich wcale nie ma grzywy lub ich grzywa jest szczątkowa. Dotychczas brak jednoznacznego wytłumaczenia tej anomalii. Stwierdzono, że warunki środowiska, a dokładniej temperatura otoczenia oraz dieta mają wpływ na wielkość i kolor grzywy. Badacze przypuszczają, że zanik, czy też brak wzrostu grzywy u dorastających samców ma związek ze strukturą stada. W Tsavo stwierdzono tylko jednego samca i 7–8 samic w każdym z obserwowanych stad, podczas gdy na innych terenach w stadach żyją koalicje od 2–4 samców, a na każdego z nich przypada średnio do 6 samic. Związane z tym zmniejszenie liczby konfliktów pomiędzy samcami może wpływać na obniżenie poziomu testosteronu.

### Konflikt
Od wydarzeń z 1898 roku nie notowano kolejnych ludojadów w rejonie Tsavo. Nagminne natomiast stało się atakowanie przez lwy stad hodowlanych w tym rejonie, w okresie suszy, kiedy naturalne w tym regionie źródła pokarmu lwów – kudu i impala – ulegają rozproszeniu. Lwy dokonały większości (85,9%) z 312 ataków zakończonych zabiciem 433 sztuk żywego inwentarza stwierdzonych na przestrzeni 4 lat. W tym samym czasie Kenya Wildlife Service zanotował 6 przypadków ataków na ludzi, z czego dwa śmiertelne. Na całym terytorium otaczającym park lwy dokonują dziennie średnio jednego ataku na żywy inwentarz. Współpracujący z Pattersonem zoolog Roland Kays uważa, że konflikt pomiędzy człowiekiem a lwem jest najpoważniejszą przyczyną zabijania lwów.

## Przyczyny ataków na ludzi
Istnieje szereg teorii próbujących wyjaśnić, dlaczego lwy atakują ludzi. Teorie te biorą pod uwagę następujące czynniki:
- Lwy są drapieżnikami polującymi przede wszystkim na duże ssaki kopytne, ale również na naczelne. Z zoologicznego punktu widzenia ataki lwów na człowieka, zwłaszcza w okresie ograniczonej dostępności do podstawowego pokarmu, nie są niczym niezwykłym[10].
- Brak grzywy może mieć związek z genetycznie uwarunkowanym bardzo wysokim poziomem testosteronu, który powodowałby niezwykłą agresję zwierząt.
- Plaga księgosuszu w latach 90. XIX wieku, zabijająca przedstawicieli dotychczasowych gatunków lwich zdobyczy (m.in. zebry i gazele), zmusiły lwy do szukania alternatywnych źródeł pożywienia.
- Wrodzone lub wyuczone preferencje pokarmowe. Lwy przyzwyczaiły się do ludzkiego mięsa sprzed okresu budowy kolei, przekazując umiejętności potomkom. Na początku lat 90. XIX wieku wystąpiła w regionie epidemia czarnej ospy (ofiary zakopywano w bardzo płytkich grobach, albo w ogóle nie chowano).
- Przez okolice parku Tsavo prowadziła trasa transportu niewolników w drugiej połowie XIX wieku (pomimo oficjalnego zakazu handlu), na której pozostawiano słabych i chorych ludzi, którzy stawali się łatwą zdobyczą dla lwów. Ocenia się, że rocznie pozostawiano tam około 80 000 żywych i martwych niewolników.
- Badania czaszki jednego z ludojadów wykazały wadę uzębienia (wrodzoną lub nabytą), która utrudniała mu nie tylko polowanie, ale także odżywianie się – lew nie miał pewnego chwytu i mógł odczuwać ból. Mogła to być przyczyna poszukiwania, przez spokrewnione ze sobą lwy, łatwiejszych ofiar i późniejszego ich niedojadania (zwłoki znajdowano często jedynie nadjedzone).

## Galeria

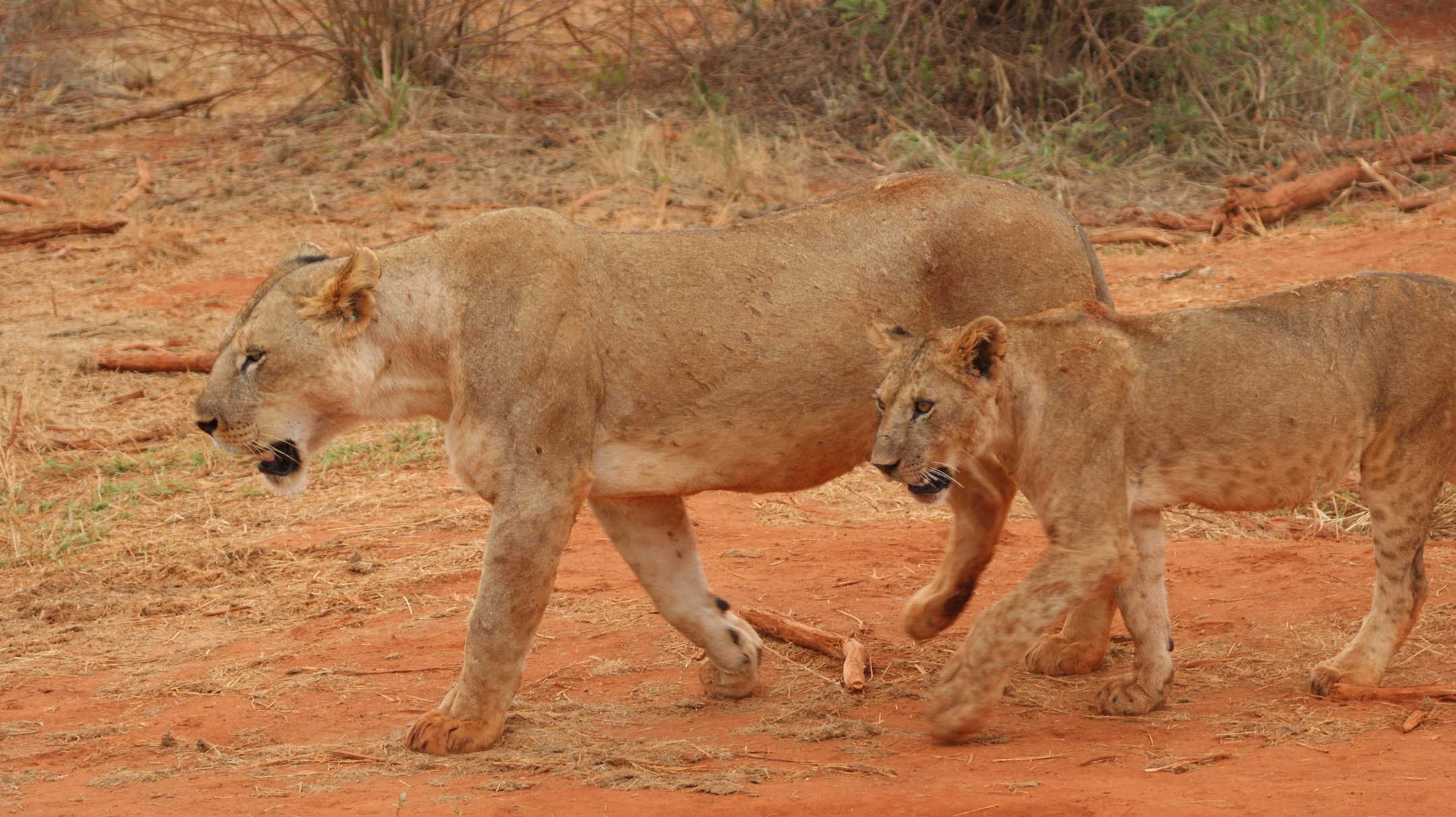
Współczesne lwy z Tsavo. Samica z młodym.
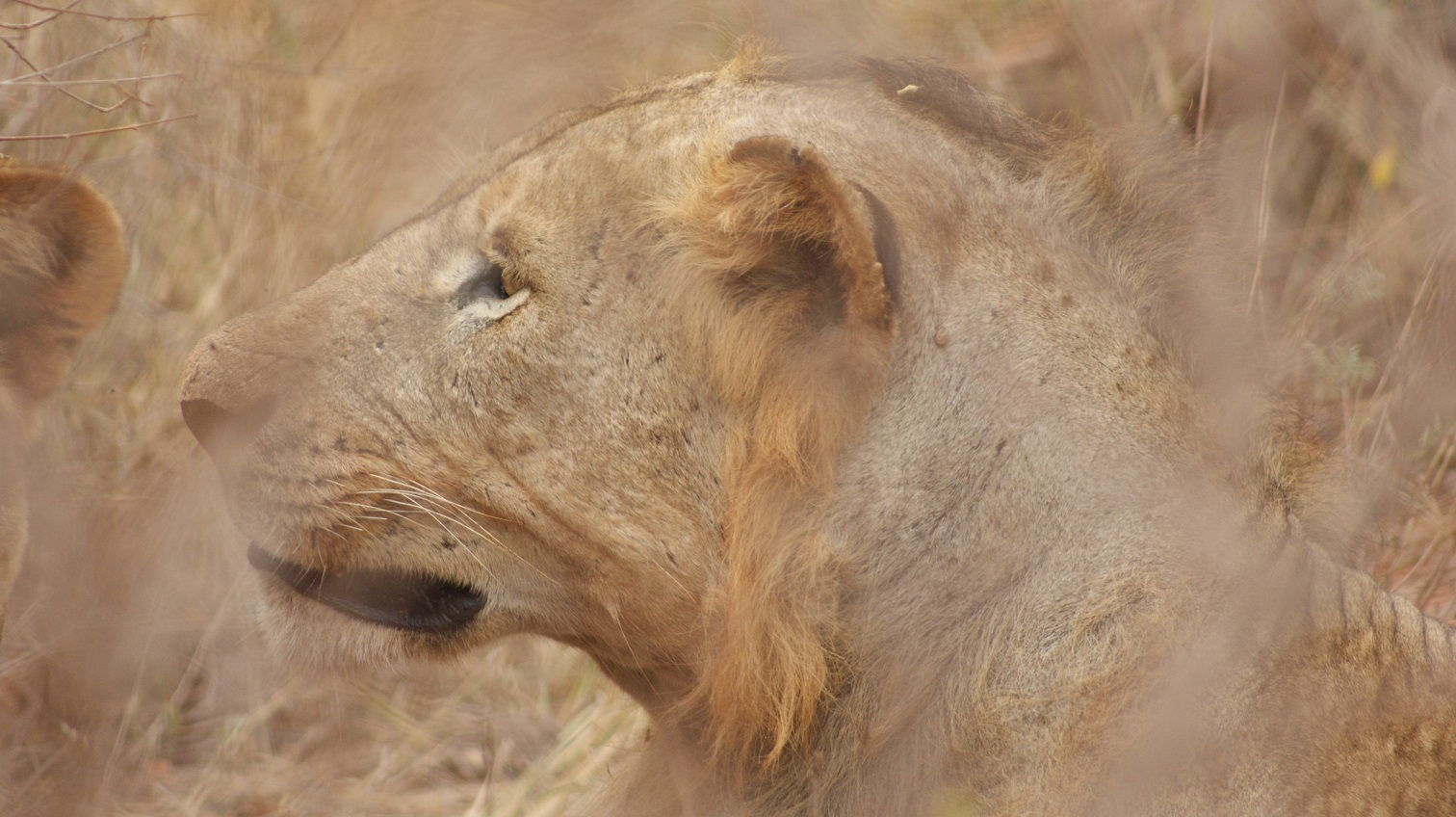
Samiec ze szczątkową grzywą.
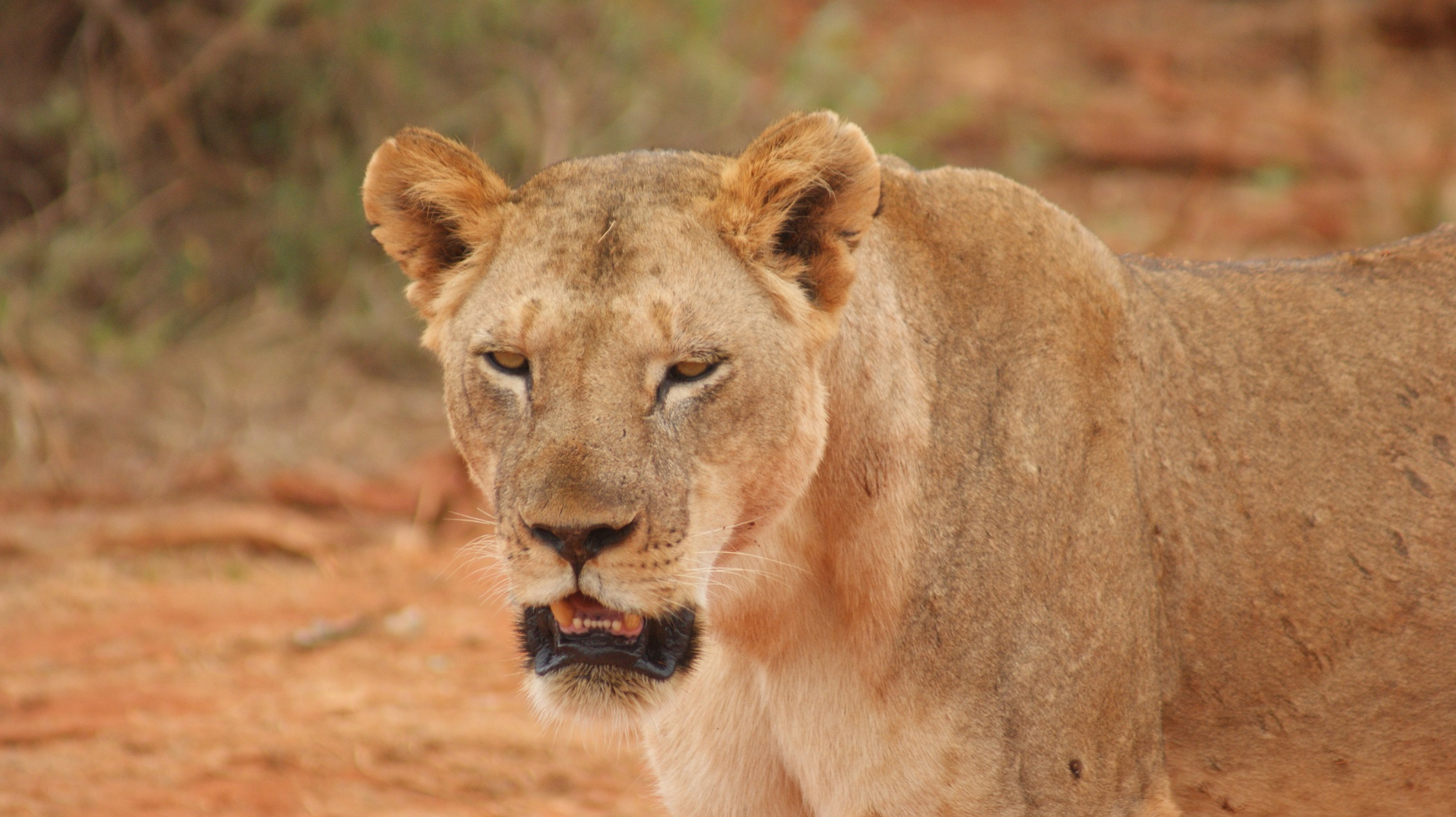
Samica.